# Reprezentacja Cypru w piłce nożnej mężczyzn
Reprezentacja Cypru w piłce nożnej rozpoczęła występy na międzynarodowej arenie w listopadzie 1960 roku. Kilka miesięcy wcześniej kraj po ponad sześćdziesięciu latach rządów brytyjskich odzyskał niepodległość. Od 1948 roku Cypr należy do FIFA, a od 1962 do UEFA.

## Historia
Mimo iż Cypryjczycy nigdy nie awansowali do żadnej wielkiej imprezy piłkarskiej, to w eliminacjach wielokrotnie zdarzało im się zwyciężyć wyżej notowanych rywali. W kwalifikacjach do Euro 1968 piłkarze z Wyspy Afrodyty pokonali 2:1 Szwajcarię, a w 1989 roku dzięki wynikowi 1:1 pozbawili podopiecznych Michela Platiniego nadziei na awans do Mundialu 1990. Sześć lat później zremisowali 1:1 z ówczesnymi mistrzami Europy Duńczykami. Największy sukces odnieśli jednak na jesieni 1998 roku, kiedy w walce o Euro 2000 ograli 3:2 Hiszpanię. Po tym spotkaniu do dymisji podał się hiszpański selekcjoner Javier Clemente.
Najbardziej znanym piłkarzem cypryjskim jest Sotiris Kaiafas, jeden z najlepszych napastników Europy lat 70. Siedmiokrotnie był królem strzelców rodzimej ligi, a w 1976 roku został najskuteczniejszym strzelcem Starego Kontynentu. Z aktualnych reprezentantów największym uznaniem cieszy się Michalis Konstandinu, który przez kilka lat był rywalem Emmanuela Olisadebe do gry w linii ataku Panathinaikosu. Od 2005 roku Konstantinidis jest zawodnikiem Olympiakosu. Jego klubowym partnerem jest inna ważna postać reprezentacji, pomocnik Janis Okas.
Na niewielkiej wyspie na Morzu Śródziemnym zainteresowanie futbolem jest ogromne. Cypryjskie kluby należą do najbogatszych w tej części kontynentu, a rodzima liga staje coraz atrakcyjniejszym miejscem pracy dla znanych piłkarzy i trenerów.
Od grudnia 2004 roku selekcjonerem kadry był Grek Angelos Anastasiadis. Wcześniej pracował m.in. w Panathinaikosie Ateny. Był szkoleniowcem klubu ze stolicy Hellady w czasie, kiedy Koniczynki pokonały Polonię Warszawa w walce o udział w Lidze Mistrzów w sezonie 2000–01.
W 2011 roku Anastasiadis został zastąpiony przez Nikosa Niopliasa. Po nim cypryjską kadrę prowadzili tymczasowo Michalis Hadjipieris (dwa mecze) oraz Pambos Christodoulou. Następnie reprezentację Cypru prowadził Christakis Christoforou, były trener miejscowych Apollonu oraz AEL-u Limassol. Obecnie Cypr prowadzi Ran Ben Szimon.

## Udział wMistrzostwach Świata
- 1930 – 1954 – Nie brał udziału (był częścią Wielkiej Brytanii)
- 1958 – Wycofał się z eliminacji
- 1962 – 2022 – Nie zakwalifikował się

## Kwalifikacje do Mistrzostw Świata 2014

### Grupa E
| Lp. | Drużyna    | M  | Mecze | Mecze | Mecze | Bramki | Bramki | Bramki | Pkt |
| Lp. | Drużyna    | M  | W     | R     | P     | +      | −      | +/−    | Pkt |
| --- | ---------- | -- | ----- | ----- | ----- | ------ | ------ | ------ | --- |
| 1.  | Szwajcaria | 10 | 7     | 3     | 0     | 17     | 6      | +11    | 24  |
| 2.  | Islandia   | 10 | 5     | 2     | 3     | 17     | 15     | +2     | 17  |
| 3.  | Słowenia   | 10 | 5     | 0     | 5     | 14     | 11     | +3     | 15  |
| 4.  | Norwegia   | 10 | 3     | 3     | 4     | 10     | 13     | −3     | 12  |
| 5.  | Albania    | 10 | 3     | 2     | 5     | 9      | 11     | −2     | 11  |
| 6.  | Cypr       | 10 | 1     | 2     | 7     | 4      | 15     | −11    | 5   |

## Tabela
| Zespół               | Pkt | M  | W | R | P  | Br+ | Br− | +/− |
| -------------------- | --- | -- | - | - | -- | --- | --- | --- |
| Belgia               | 23  | 10 | 7 | 2 | 1  | 24  | 5   | +19 |
| Walia                | 21  | 10 | 6 | 3 | 1  | 11  | 4   | +7  |
| Bośnia i Hercegowina | 17  | 10 | 5 | 2 | 3  | 17  | 12  | +5  |
| Izrael               | 13  | 10 | 4 | 1 | 5  | 16  | 14  | +2  |
| Cypr                 | 12  | 10 | 4 | 0 | 6  | 16  | 17  | –1  |
| Andora               | 0   | 10 | 0 | 0 | 10 | 4   | 36  | -32 |

|                      | Walia | Izrael | Belgia | Cypr | Bośnia i Hercegowina | Andora |
| -------------------- | ----- | ------ | ------ | ---- | -------------------- | ------ |
| Walia                | X     | 0:0    | 1:0    | 2:1  | 0:0                  | 2:0    |
| Izrael               | 0:3   | X      | 0:1    | 1:2  | 3:0                  | 4:0    |
| Belgia               | 0:0   | 3:1    | X      | 5:0  | 3:1                  | 6:0    |
| Cypr                 | 0:1   | 1:2    | 0:1    | X    | 2:3                  | 5:0    |
| Bośnia i Hercegowina | 2:0   | 3:1    | 1:1    | 1:2  | X                    | 3:0    |
| Andora               | 1:2   | 1:4    | 1:4    | 1:3  | 0:3                  | X      |

## Kwalifikacje doMistrzostw Świata w Piłce Nożnej 2018

### Grupa H
| Lp. | Drużyna              | M  | Mecze | Mecze | Mecze | Bramki | Bramki | Bramki | Pkt |
| Lp. | Drużyna              | M  | W     | R     | P     | +      | −      | +/−    | Pkt |
| --- | -------------------- | -- | ----- | ----- | ----- | ------ | ------ | ------ | --- |
| 1.  | Belgia               | 10 | 9     | 1     | 0     | 43     | 6      | +37    | 28  |
| 2.  | Grecja               | 10 | 5     | 4     | 1     | 17     | 6      | +11    | 19  |
| 3.  | Bośnia i Hercegowina | 10 | 5     | 2     | 3     | 24     | 13     | +11    | 17  |
| 4.  | Estonia              | 10 | 3     | 2     | 5     | 13     | 19     | −6     | 11  |
| 5.  | Cypr                 | 10 | 3     | 1     | 6     | 9      | 18     | −9     | 10  |
| 6.  | Gibraltar            | 10 | 0     | 0     | 10    | 3      | 47     | −44    | 0   |

## Kwalifikacje do Mistrzostw Europy 2020
| Zespół     | Pkt | M  | W  | R | P  | Br+ | Br− | +/− |
| ---------- | --- | -- | -- | - | -- | --- | --- | --- |
| Belgia     | 30  | 10 | 10 | 0 | 0  | 40  | 3   | +37 |
| Rosja      | 24  | 10 | 8  | 0 | 2  | 33  | 8   | +25 |
| Szkocja    | 15  | 10 | 5  | 0 | 5  | 16  | 19  | -3  |
| Cypr       | 10  | 10 | 3  | 1 | 6  | 15  | 20  | -5  |
| Kazachstan | 10  | 10 | 3  | 1 | 6  | 13  | 17  | -4  |
| San Marino | 0   | 10 | 0  | 0 | 10 | 1   | 51  | -50 |

|            | Belgia | Rosja | Szkocja | Cypr | Kazachstan | San Marino |
| ---------- | ------ | ----- | ------- | ---- | ---------- | ---------- |
| Belgia     | X      | 3:1   | 3:0     | 6:1  | 3:0        | 9:0        |
| Rosja      | 1:4    | X     | 4:0     | 1:0  | 1:0        | 9:0        |
| Szkocja    | 0:4    | 1:2   | X       | 2:1  | 3:1        | 6:0        |
| Cypr       | 0:2    | 0:5   | 1:2     | X    | 1:1        | 5:0        |
| Kazachstan | 0:2    | 0:4   | 3:0     | 1:2  | X          | 4:0        |
| San Marino | 0:4    | 0:5   | 0:2     | 0:4  | 1:3        | X          |

## Udział wMistrzostwach Europy
- 1960 – Nie brał udziału (był częścią Wielkiej Brytanii)
- 1964 – Nie brał udziału
- 1968 – 2024 – Nie zakwalifikował się

## Rekordziści
Kolorem niebieskim zaznaczono wciąż aktywnych piłkarzy
| #  | Nazwisko                   | Lata gry w kadrze | Mecze | Bramki |
| -- | -------------------------- | ----------------- | ----- | ------ |
| 1  | Janis Okas                 | 1997-             | 103   | 26     |
| 2  | Pambos Pittas              | 1987-1999         | 82    | 7      |
| 3  | Michalis Konstandinu       | 1997-             | 80    | 31     |
| 4  | Nicos Panayiotou           | 1994-2006         | 74    | 0      |
| 5  | Giorgos Theodotou          | 1996-2008         | 69    | 0      |
| 6  | Chrysis Michael            | 2000-             | 68    | 7      |
| 7  | Yiannakis Yiangoudakis     | 1980-1993         | 66    | 1      |
| 8  | Konstandinos Charalambidis | 2003-             | 65    | 11     |
| 9  | Marinos Satsias            | 2000-             | 64    | 0      |
| 10 | Jasumis Jasumi             | 1999-2009         | 62    | 7      |

| # | Nazwisko                   | Lata gry w kadrze | Bramki | Mecze |
| - | -------------------------- | ----------------- | ------ | ----- |
| 1 | Michalis Konstandinu       | 1997-             | 31     | 80    |
| 2 | Janis Okas                 | 1997-             | 26     | 103   |
| 3 | Konstandinos Charalambidis | 2003-             | 11     | 65    |
| 4 | Marios Agathokleous        | 1994-2003         | 9      | 38    |
| 5 | Andreas Sotiriou           | 1991-1999         | 8      | 39    |
| 5 | Siniša Gogić               | 1994-1999         | 8      | 37    |
| 5 | Milenko Špoljarić          | 1997-2001         | 8      | 21    |
| 5 | Efstatios Aloneftis        | 2005-             | 8      | 46    |
| 9 | Pambos Pittas              | 1987-1999         | 7      | 82    |
| 9 | Yiotis Engomitis           | 1994-2003         | 7      | 44    |
| 9 | Jasumis Jasumi             | 1999-2009         | 7      | 62    |
| 9 | Chrysis Michael            | 2000-             | 7      | 68    |

## Selekcjonerzy
- 1988-91 –  Panikos Ioakovou
- 1991-96 –  Andreas Michailidis
- 1997-97 –  Stavros Papadopoulos
- 1997-99 –  Panikos Georgiou
- 1999-01 –  Stavros Papadopoulos
- 2001-04 –  Momčilo Vukotić
- 2004 –11 –  Angelos Anastasiadis
- 2011 – 13 –  Nikos Nioplias
- 2013 – 13 –  Michalis Hadjipieris
- 2013 – 16 –  Pambos Christodoulou
- 2016 – 17 – Christakis Christoforou
- 2017 –  Ran Ben Szimon

Źródło: https://eu-football.info/_managers.php?im=49